# MVS Comunicaciones
MVS Comunicaciones (MVS) ou Grupo MVS é um conglomerado de mídia mexicano. proprietária da MVS Radio, operadora de quatro redes de rádio nacionais, MVS Televisión, operadora e distribuidora de sete redes de televisão por assinatura, internet banda larga sem fio E-Go e proprietária da Dish México.

## Televisão por assinatura

### Dish México
Dish México é uma empresa que opera um serviço de televisão por satélite por assinatura no México. Em 1º de dezembro de 2008, a Dish México começou a operar no México, após um acordo entre Dish Network e MVS. A EchoStar possui 49% e a MVS possui 51% da Dish México.

### MASTV
MASTV era uma empresa de televisão a cabo sem fio. A empresa de cabo sem fio ofereceu 17 canais para 11 cidades no México; Cidade do México, Guadalajara, León, Mérida, Monterrei, Pachuca, Querétaro, San Luis Potosi, Toluca, Tuxtla Gutiérrez e Villahermosa, O sistema iniciou suas operações em 1º de setembro de 1989 como MVS Multivisión na Cidade do México. Mais tarde, expandiu-se para 10 outros mercados em todo o México. Em 2002, a MVS Multivision mudou seu nome para MASTV. Finalmente, após a aquisição pela Dish, a MASTV encerrou suas operações em julho de 2014.

## MVS Televisión

### Canais de televisão
| Logotipo       | Nome                     | Slogan                           | Programação                                                                           | Início das transmissões   |                |                |                |                |                |
| Entretenimento | Entretenimento           | Entretenimento                   | Entretenimento                                                                        | Entretenimento            | Entretenimento | Entretenimento | Entretenimento | Entretenimento | Entretenimento |
| -------------- | ------------------------ | -------------------------------- | ------------------------------------------------------------------------------------- | ------------------------- | -------------- | -------------- | -------------- | -------------- | -------------- |
|                | MVS TV                   | Nos vemos contigo                | Generalista                                                                           | 2001 (em TV aberta: 2018) |                |                |                |                |                |
| Música         |                          |                                  |                                                                                       |                           |                |                |                |                |                |
|                | Exa TV                   | Ahora nos tienes que ver         | Programas juvenis e vídeos de música pop                                              | 2005                      |                |                |                |                |                |
|                | Nu Music                 | Somos lo que escuchas            | Vídeos musicais e programas de entretenimento e votação para o público jovem          | 12 de fevereiro 2015      |                |                |                |                |                |
|                | La Mejor TV              |                                  | Programas e videoclipes grupero e ranchero                                            | 2017                      |                |                |                |                |                |
| Filmes         |                          |                                  |                                                                                       |                           |                |                |                |                |                |
|                | Multipremier             | El poder de las historias        | Filme internacional clássico, contemporâneo e atual, filmes de qualquer classificação | 1º de outubro 1992        |                |                |                |                |                |
|                | MC                       | Adrenafilia pura                 | Variedade de filmes de ação clássicos e atuais                                        | 22 de maio 1990           |                |                |                |                |                |
|                | Cine Latino              | Tu canal de películas en español | Filmes hispânicos do México, América Latina e Espanha                                 | 12 de outubro 1993        |                |                |                |                |                |
| Esportes       |                          |                                  |                                                                                       |                           |                |                |                |                |                |
|                | Claro Sports             |                                  | Transmissão de eventos esportivos, torneios e Olimpíadas                              | 16 de dezembro de 2013    |                |                |                |                |                |
| Estados Unidos |                          |                                  |                                                                                       |                           |                |                |                |                |                |
|                | Cine Latino Norteamérica | Tu canal de películas en español | Exclusivo dos Estados Unidos                                                          | 4 de março 1996           |                |                |                |                |                |

Os canais MVS Televisión são quase exclusivos da Dish México após a retirada de seus canais pela Sky México e Cablevisión/Cablemás (atualmente izzi) devido à ameaça da Dish México em 2008, desde 2016 fazem parte da Megacable após a retirada da Canais de Televisa Networks neste provedor de TV.

## MVS Radio
MVS Radio opera 5 redes de rádio internacionais. Entre elas estão Exa FM, La Mejor, FM Globo, Stereorey e MVS Noticias, que transmitem em vários países, incluindo Argentina, Costa Rica, Equador, El Salvador, Honduras, Guatemala, República Dominicana, Estados Unidos e México.

### Estações
| Actuales     |                                        |
| Nome         | Programação                            |
| Exa FM       | Música pop em espanhol e inglês        |
| FM Globo     | Música romântica e baladas em espanhol |
| La Mejor     | Música grupera e ranchera              |
| Stereorey    | Música clássica em inglês              |
| MVS Noticias | Notícias e entretenimento              |

## E-Go
A MVS ofereceu internet banda larga sem fio via micro-ondas chamada E-Go com o uso de um modem USB. O serviço estava disponível na Cidade do México, Monterrei, Toluca e Guadalajara.

## Editorial
MVS Editorial oferece serviços editoriais que incluem desenvolvimento, edição, produção e impressão de publicações.

### Publicações
| Recente     |            |
| Nome        | Gênero     |
| Kamite      | Quadrinhos |
| Autoexplora | Masculina  |

| Futuros             |                 |
| Nome                | Gênero          |
| Noticias MVS        | Notícias        |
| Revista Exa         | Juventude       |
| Dish                | Programático    |
| Tu Casa             | Estilos de vida |
| Revista Nickelodeon | Infantil        |

## Publicidade
MVS Strategic Media é a divisão dedicada à instalação de móveis dedicados à exibição de publicidade em várias escolas e universidades do México.

## Educação
Em 2018, a MVS comprou a Universidade Tecnológica Americana (UTECA), uma universidade privada localizada na Avenida de los Insurgentes e no Viaduto Miguel Aleman.